# Petrobia cardi
Petrobia cardi är en spindeldjursart som beskrevs av Mohammad Nazeer Chaudhri 1972. Petrobia cardi ingår i släktet Petrobia och familjen Tetranychidae. Inga underarter finns listade i Catalogue of Life.